# قطار (فیلم ۲۰۰۷)
قطار (انگلیسی: The Train) فیلمی است که در سال ۲۰۰۷ منتشر شد. از بازیگران آن می‌توان به عمران هاشمی اشاره کرد.